# Dejan Malinović
Dejan Malinović (Banja Luka, 12 de abril de 1992) es un jugador de balonmano bosnio que juega de lateral derecho en el Balatonfüredi KSE húngaro. Es internacional con la selección de balonmano de Bosnia y Herzegovina.
Disputó el Campeonato Mundial de Balonmano Masculino de 2015 con su selección.

## Palmarés

### Constanta
- Copa de Rumania de balonmano (1): 2018

## Clubes
- HRK Izviđač (2010-2013)
- RK Maribor Branik (2013-2014)
- US Créteil HB (2014-2017)
- HCM Constanţa (2017-2020)
- Balatonfüredi KSE (2020- )